# 프랑스령 튀니지

프랑스령 튀니지

프랑스령 튀니지(프랑스어:Protectorat français de Tunisie) 또는 프랑스 보호령 튀니지는 1881년부터 1956년까지 프랑스의 보호령으로 있었던 지역이다. 이전에는 오스만제국의 영역 안에 속해 있었다.

## 역사
보호령은 이탈리아의 반대에도 불구하고 무력 정복 후 1881년 5월 12일 바르도 조약에 의해 설립되었다. 보호령은 프랑스령 알제리와 모로코 보호령과 함께 프랑스령 서아프리카의 일부였다.  프랑스 식민지민들에게 많은 식민지를 만들기 위해 토지의 취득 또는 몰수를 허용하는 전체 토지법이 시행되었다.
최초의 민족주의 정당인 데스투어는 1920년에 만들어졌지만, 1922년에 정치 활동이 급격히 감소했다. 하지만, 프랑스 대학에서 교육을 받은 튀니지 사람들은 민족주의 운동을 부활시켰다. 1934년에 새로운 정당인 네오 데스투어가 만들어졌고, 그 방법들은 그들의 효과를 빠르게 보여주었다. 경찰의 탄압은 튀니지 사람들의 동원을 강조했을 뿐이다. 1942년 독일에 의한 나라의 점령과 1943년 프랑스 당국에 의한 몽세프 베이의 퇴위는 인구의 분노를 강화했다. 3년간의 게릴라 활동 끝에 1955년 내부 자치권이 부여되었다. 1956년 3월 20일 마침내 보호령이 폐지되었다. 그렿게 독립을 함으로써 튀니지 공화국이 되었다.

## 같이 보기
- 튀니지의 역사
- 프랑스의 식민지 목록